# Nour Ardakani
Nour Issam Ardakani (نور عصام أردكاني em árabe; Beirute, 30 de novembro de 2001) é uma cantora, dançarina e modelo libanesa. Ela atualmente é a representante do Líbano no grupo pop global Now United.

## Carreira

### 2020-presente: Now United
Ela foi anunciada como a 16ª integrante do grupo pop global Now United em 21 de setembro de 2020, participando das audições do grupo e sendo finalista junto com Alya (علياء em árabe).
Antes de entrar no Now United, Nour tinha uma banda com seus amigos chamada Front Row.
Sua primeira música como membro do Now United foi Habibi, e posteriormente Habibi حبيبي (versão árabe).
Com o grupo e com apenas 19 anos, Nour foi a primeira libanesa a ser indicada para o Meus Prêmios Nick.
Desde 11 de março de 2022, passou por turnê mundial junto com o grupo com a Wave Your Flag World Tour e a Forever United Tour.

### Entrevistas e editoriais
Nour foi considerada "indiscutivelmente a maior modelo da Geração Z no mundo árabe" pela revista Cosmopolitan Middle East na matéria Nour Ardakani Is Putting Up a Now United Front.
Ela também deu entrevista para ET Arabia, The Insider, MTV Lebanon, Jornal Al Khaleej, Al Arabiya e Al Jadeed.
Alguns sites importantes do mundo da música falaram sobre a entrada e a carreira de Nour, como a Variety, The National News, a NBC e Harper's Bazaar Arabia.

## Vida pessoal
Nour morava com sua mãe, seu pai e seus irmãos, Jad e Ryan, em Mansourieh, cidade a 20 minutos de Beirute, onde cresceu. Atualmente, mora em Los Angeles, por conta de seus trabalhos com o Now United.
Ela é fluente em árabe, inglês e francês. Ela cursava Nutrição e Negócios na American University of Beirut (AUB).
Também compõe músicas e toca teclado, ukulelê e está aprendendo a tocar violão.
Nour é praticante da fé bahá'í.

## Discografia

### Now United
| Ano            | Música                        |
| -------------- | ----------------------------- |
| 2020           | Habibi                        |
| 2020           | Habibi حبيبي (versão árabe).  |
| 2020           | Pas Le Choix (Manal Mix)      |
| 2020           | How Far We've Come            |
| 2021           |                               |
| Lean On Me     |                               |
| Baila          |                               |
| Wave Your Flag |                               |
| I Got You      |                               |
| Badna Nehlam   |                               |
| 2022           | It's Your Birthday            |
| 2022           | Heartbreak On The Dance Floor |
| 2022           | Jump (feat. R3HAB & Alta B)   |
| 2022           | Like Me                       |

## Prêmios e Indicações
| Ano  | Prêmio            | Categoria           | Indicação                                | Resultado | ref |
| ---- | ----------------- | ------------------- | ---------------------------------------- | --------- | --- |
| 2021 | Murex d'Or        | Melhor música árabe | Habibi حبيبي (versão árabe) - Now United | Indicado  |     |
| 2021 | Murex d'Or        | Prêmio público      | Nour Ardakani                            | Indicado  |     |
| 2021 | Arab Woman Awards | Jovem Talento       | Nour Ardakani                            | Vencedora |     |
| 2022 | Murex d'Or        | Melhor música árabe | Badna Nehlam بدنا نحلم - Now United      | Indicado  |     |
| 2022 | Mured d'Or        | Prêmio público      | Nour Ardakani                            | Indicado  |     |